# Pacyfikacja Cecylówki Głowaczowskiej
Pacyfikacja Cecylówki Głowaczowskiej – zbrodnia wojenna popełniona przez żołnierzy niemieckiego Wehrmachtu 13 września 1939 roku, w czasie II wojny światowej, we wsi Cecylówka Głowaczowska.
Podczas kampanii wrześniowej okolice Cecylówki były terenem zaciekłych walk między wojskami polskimi a niemieckimi. 13 września o poranku do wsi wkroczył niezidentyfikowany oddział Wehrmachtu. Z nieustalonych przyczyn Niemcy zatrzymali wszystkich przebywających w Cecylówce mężczyzn, po czym zamknęli ich w jednej ze stodół, którą następnie obrzucili granatami i podpalili.
Masakrę przeżyło tylko czterech mężczyzn. Liczba zamordowanych wyniosła od 54 do 68 osób. Wśród ofiar znajdowało się kilkunastu Żydów.

## Preludium
W przededniu II wojny światowej Cecylówka Głowaczowska była stosunkowo dużą wsią typu ulicówka, zamieszkiwaną przez Polaków i Żydów.
Podczas kampanii wrześniowej 1939 roku okolice Cecylówki Głowaczowskiej stały się terenem zaciekłych walk między oddziałami Wojska Polskiego a jednostkami Wehrmachtu. Wielu mieszkańców opuściło wieś w obawie przed zbliżającym się frontem, jednak większość mężczyzn pozostała, aby doglądać pozostawionego dobytku.
12 września żołnierze Wehrmachtu spalili sąsiadującą z Cecylówką wieś Helenówek, mordując siedmiu mieszkańców. Ponadto we wsi Matyldzin zamordowali dwóch mężczyzn z Lipskich Bud.

## Przebieg
13 września około godziny 9:00 Niemcy wkroczyli do Cecylówki. Idąc przez wieś metodycznie, dom po domu, wyprowadzali mężczyzn na drogę i poddawali ich rewizji. Każdego, przy którym znaleziono choćby scyzoryk lub brzytwę, zabijano na miejscu.
W pewnym momencie przed szpalerem Polaków i Żydów ustawiono karabin maszynowy, najwyraźniej z zamiarem ich rozstrzelania. Egzekucja została jednak odwołana przez niemieckiego oficera. Następnie zatrzymanych ustawiono w kolumnę czwórkową i pognano na drugi koniec wsi. Wcześniej, za pośrednictwem tłumacza, rozkazano im oddać dowody tożsamości, które natychmiast spalono. Po dotarciu na miejsce wszystkich mężczyzn wpędzono do stodoły należącej do rodziny Gzowskich, gdzie spędzili w zamknięciu kilka godzin.
Około południa Niemcy otworzyli wrota do stodoły i zaczęli ciskać do środka granaty ręczne. Budynek wkrótce stanął w płomieniach. Ofiary, które próbowały uciec, były zabijane przez żołnierzy. Ostatecznie masakrę przeżyło jedynie czterech mężczyzn – trzech Polaków oraz nieznany z nazwiska Żyd – którzy, korzystając z osłony dymu, wymknęli się z płonącej stodoły i ukryli w pobliskich zabudowaniach.
Ofiary pochowano w masowym grobie wykopanym w miejscu masakry. Pochówkiem zajęli się sprowadzeni przez Niemców mieszkańcy sąsiednich miejscowości.
Według najbardziej ostrożnych szacunków 13 września 1939 roku w Cecylówce Głowaczowskiej zamordowano 54 osoby. W polskich opracowaniach można znaleźć informację, że liczba ofiar sięgnęła około 60, 65 lub 68. Wśród nich znajdowało się kilkunastu Żydów.
Przyczyna masakry nie została ustalona. Agnieszka Rybak przypuszczała, że pretekstem mógł być fakt, iż pewna liczba polskich żołnierzy, po rozbiciu swoich jednostek, przebrała się w cywilne ubrania i porzuciła mundury we wsi. Pacyfikacja Cecylówki mogła również stanowić akt zemsty za to, że dzień wcześniej polscy żołnierze przez pewien czas stawiali opór, wykorzystując jej zabudowania.
Nie udało się także zidentyfikować niemieckiej jednostki odpowiedzialnej za zbrodnię. Ustalono jedynie, że w tym czasie w okolicach Cecylówki operował III batalion 72 pułku piechoty 46 Dywizji Piechoty oraz 65 batalion pancerny 1 Dywizji Lekkiej.

## Epilog
W latach powojennych upamiętnienie ofiar pacyfikacji początkowo ograniczało się do obramowania masowego grobu oraz postawienia na nim drewnianego krzyża. 
W 1969 roku, z inicjatywy miejscowego społecznika, na mogile wzniesiono pomnik w kształcie komina krematorium. Na tablicy pamiątkowej stanowiącej element pomnika widnieje inskrypcja o treści:

Ofiarom bestialskiego mordu dokonanego 13 września 1939 r. na 54 obywatelach polskich spalonych żywcem przez hitlerowskiego okupanta.
W dowód pamięci społeczeństwo Cecylówki i okolicznych wsi.

Ze względu na fakt, że pomnik odsłonięto niedługo po wydarzeniach marca 1968 roku, inskrypcja nie zawiera wzmianek o żydowskich ofiarach.
Po wojnie sprawę pacyfikacji Cecylówki Głowaczowskiej badała Centrala Badania Zbrodni Narodowosocjalistycznych w Ludwigsburgu. Niemieckim śledczym nie udało się jednak zidentyfikować sprawców ani postawić im zarzutów.